# Prokrastinace

Schematické znázornění prokrastinace (dle ilustrace v knize Konec prokrastinace)

Prokrastinace je výrazná a chronická tendence odkládat plnění (většinou administrativních či psychicky náročných) povinností a úkolů (zejména těch nepříjemných) na pozdější dobu. Může představovat rizikový fenomén pro duševní zdraví. Psychologové často popisují takové chování jako mechanismus pomáhající jedinci vyrovnat se s úzkostí spojenou s výkonem dané činnosti. Podle některých vědců jsou kritéria definující prokrastinaci následující: je kontraproduktivní, zbytečná a zdržující.
S prokrastinací je spojena tzv. rozhodovací paralýza, tzn. že člověk není schopen se rozhodnout a zvolit si z více možností. Složitější výběr vede k odkládání rozhodnutí.
Prokrastinace může vyústit ve stres, pocit viny, psychickou krizi a ztrátu produktivity. Spojení těchto pocitů může vést k další prokrastinaci, vytvářejíc tak určitý kruh.
Prokrastinace je do určité míry normální psychologické chování. Chronická prokrastinace však může být příznakem vážné mentální poruchy. Takto postižení lidé mají často strach vyhledat pomoc kvůli sociálnímu stigmatu a rozšířenému omylu, že prokrastinace je způsobena leností, nízkou silou vůle nebo malými ambicemi.

## Etymologie
Současný výraz prokrastinace je přejatý přes anglické procrastination z latinského slova procrastinatus, což je přídavné jméno odvozené od minulého příčestí slova procrastinare složeného z pro- (pro, na) a crastinus (zítřejší) odvozeného z cras (zítra).

## Moderní technologie
Dnešní doba plná moderních technologií s sebou nese i nebezpečí prokrastinace v rámci chytrých zařízení, které nosíme stále u sebe. Uživatel je tak vystaven neustálému pokušení „ztrácet“ čas pomocí aplikací, které jsou takto i záměrně postavené, kdy za zmínku stojí především sociální sítě a hry. Aktuálně je možné dohledat řadu studií, které se věnují například prokrastinaci v rámci pracovní doby. Britská společnost Reboot Online Marketing, provedla testování na vzorku necelých 900 zaměstnanců, aby zjistila, že průměrně tito pracovníci stráví v pracovních době 37 minut prokrastinací na mobilním zařízení. Tento trend však neunikl ani řadě vývojářů, kteří bojují nejen proti zbytečné ztrátě času v rámci mobilních zařízení, ale i v prostředí prohlížečů na PC.